# Сон Бом Гын
Сон Бом Гын  (кор. 송범근; род. 15 октября 1997, Соннам, Кёнгидо) — корейский футболист, вратарь клуба «Сёнан Бельмаре».

## Клубная карьера
На молодёжном уровне выступал за футбольную команду Университета Корё. В 2018 году подписал свой первый профессиональный контракт с клубом «Чонбук Хёндэ Моторс», дебютировав на групповой стадии Лиги Чемпионов АФК 2018 против «Китчи».
18 декабря 2022 года, Сон Бом Гын стал игроком японского клуба «Сёнан Бельмаре», подписав долгосрочный контракт. 18 февраля 2023 года в поединке против «Саган Тосун» он дебютировал за новый клуб. 7 апреля в матче против «Санфречче Хиросима» был удалён с поля.

## Карьера в сборной
Выступал за сборные Республики Кореи до 20, 23 лет.
В 2018 году, попал в состав сборной на турнир в Джакарте, где провёл 3 матча, в том числе в 1/8 и 1/4 финала.
В 2020 году в составе сборной до 23 лет, стал победителем Чемпионата Азии по футболу среди молодёжных команд а также лучшим вратарём турнира. В марта 2022 года, получил первый вызов в основную сборную, но за команду не дебютировал. Попал в заявку команды на ЧМ-2022.

## Статистика
| Клуб                | Сезон | Чемпионат | Чемпионат | Чемпионат | Кубок | Кубок | Сборная | Сборная | Итого | Итого |
| Клуб                | Сезон | Дивизион  | Игры      | Голы      | Игры  | Голы  | Игры    | Голы    | Игры  | Голы  |
| ------------------- | ----- | --------- | --------- | --------- | ----- | ----- | ------- | ------- | ----- | ----- |
| Чонбук Хёндэ Моторс | 2018  | К-лига    | 30        | 0         | 0     | 0     | 8       | 0       | 38    | 0     |
| Чонбук Хёндэ Моторс | 2019  | К-лига    | 38        | 0         | 0     | 0     | 8       | 0       | 46    | 0     |
| Чонбук Хёндэ Моторс | 2020  | К-лига    | 27        | 0         | 5     | 0     | 5       | 0       | 37    | 0     |
| Чонбук Хёндэ Моторс | 2021  | К-лига    | 37        | 0         | 0     | 0     | 2       | 0       | 39    | 0     |
| Чонбук Хёндэ Моторс | 2022  | К-лига    | 6         | 0         | 0     | 0     | 0       | 0       | 6     | 0     |
| Чонбук Хёндэ Моторс | Итого | Итого     | 138       | 0         | 5     | 0     | 23      | 0       | 166   | 0     |

## Достижения

### Клубные
Чонбук Хёндэ Моторс
- Победитель К-лига: 2018, 2019, 2020, 2021[15]
- Обладатель Кубка Республики Корея по футболу[15]: 2020

### Сборная

#### Республика Корея (до 23)
- Азиатские игры: 2018
- Чемпионат Азии по футболу среди молодёжных команд: 2020

### Личные
- Чемпионат Азии по футболу среди молодёжных команд (лучший вратарь)[15]: 2020